# Els crits del silenci
 Els crits del silenci  (títol original en anglès: The Killing Fields) és una pel·lícula de drama històric britànica dirigida per Roland Joffé, estrenada el 1984 i doblada al català. Tracta del règim dels Khmers rojos a Cambodja, basada en les experiències de dos periodistes: el cambodjà Dith Pran i l'estatunidenc Sydney Schanberg. La pel·lícula és protagonitzada per Sam Waterston com a Schanberg, Haing S. Ngor com a Pran, Julian Sands com a Jon Swain, i John Malkovich com a Al Rockoff. L'obra va guanyar tres Oscars. L'adaptació per a la pantalla va ser escrita per Bruce Robinson i la banda sonora (The Killing Fields) per Mike Oldfield, orquestrada per David Bedford.

## Argument
Quan el conflicte estatunidenco-vietnamita salta al territori de Cambodja, Sydney Schanberg, un periodista americà del New York Times, és un dels escassos periodistes a ser encara en el país al moment de la presa de Phnom Penh pels Khmers vermelles. Només la intervenció del seu ajudant cambodjà Dith Pran li salva la vida. Shanberg torna in extremis als Estats Units però Pran és detingut i enviat a un camp de treball. El periodista americà farà tot el possible per fer sortir Pran.

## Comentaris
La pel·lícula està inspirada en l'autèntica història de Sydney Schanberg, que obtingué el Premi Pulitzer l'any 1976. Reviu una part del periple de Dith Pran, i descriu la dictadura de Pol Pot: el reclutament de nens molt joves, la destrucció de tota noció de família, i l'extermini d'un poble forçat a viure al camp.

## Repartiment
- Sam Waterston: Sydney Schanberg
- Haing S. Ngor: Dith Pran
- John Malkovich: Al Rockoff
- Julian Sands: Jon Swain
- Craig T. Nelson: l'agregat militar
- Spalding Gray: el consul estatunidenc
- Bill Paterson: el Doctor MacEntire
- Athol Fugard: el Doctor Sundesval
- Graham Kennedy: Dougal
- Katherine Krapum Chey: Ser Moeum, l'esposa de Dith Pran

## Premis i nominacions

### Premis
- 1985. Oscar al millor actor secundari per Haing S. Ngor
- 1985. Oscar a la millor fotografia per Chris Menges
- 1985. Oscar al millor muntatge per Jim Clark
- 1985. Globus d'Or al millor actor secundari per Haing S. Ngor
- 1985. BAFTA a la millor pel·lícula
- 1985. BAFTA al millor actor per Haing S. Ngor
- 1985. BAFTA a la millor fotografia per Chris Menges
- 1985. BAFTA al millor muntatge per Jim Clark
- 1985. BAFTA a la millor direcció artística per Roy Walker
- 1985. BAFTA al millor guió adaptat per Bruce Robinson
- 1985. BAFTA al millor so per Ian Fuller, Clive Winter i Bill Rowe

### Nominacions
- 1985. Oscar a la millor pel·lícula
- 1985. Oscar al millor actor per Sam Waterston
- 1985. Oscar al millor director per Roland Joffé
- 1985. Oscar al millor guió adaptat per Bruce Robinson
- 1985. Globus d'Or a la millor pel·lícula dramàtica
- 1985. Globus d'Or al millor director per Roland Joffé
- 1985. Globus d'Or al millor actor dramàtic per Sam Waterston
- 1985. Globus d'Or a la millor banda sonora per Mike Oldfield
- 1985. Globus d'Or al millor guió per Bruce Robinson
- 1985. BAFTA al millor actor per Sam Waterston
- 1985. BAFTA al millor director per Roland Joffé
- 1985. BAFTA al millor maquillatge per Tommie Manderson
- 1985. BAFTA a la millor música per Mike Oldfield
- 1985. BAFTA als millors efectes visuals per Fred Cramer
- 1986. César a la millor pel·lícula estrangera